# Одноэлектронная химическая связь
Одноэлектронная химическая связь — это простейшая химическая связь, обуславливающая существование молекулярных соединений посредством кулоновского удерживания двух атомных ядер одним электроном. Главные отличительные черты одноэлектронной химической связи — это понижение полной энергии молекулярной системы по сравнению с энергией изолированных атомов и атомных фрагментов, из которых она образована, а также существенное перераспределение электронной плотности в области одноэлектронной химической связи по сравнению с простым наложением электронной плотности атома и атомного фрагмента, сближенных на расстоянии связи.
Поведение электрона в одноэлектронной химической связи определяется законами квантовой механики и описывается уравнением Шрёдингера с учётом статистической интерпретации волновой функции М. Борна. В одноэлектронной химической связи силы отталкивания (Fотт) двух положительно заряженных ядер атомов (n+) компенсируется силой притяжения к единственной отрицательно заряженной элементарной частице — электрону (e-).
Одноэлектронная химическая связь выпадает за рамки как электронной теории химической связи Льюиса, так и теории валентных связей, так как в одноэлектронной химической связи нет  ни электронной пары (дублета электронов), ни перекрытия атомных орбиталей, ни взаимодействия спинов электронов.
Механизм образования одноэлектронной химической связи описывается в рамках теории молекулярных орбиталей:
"Природа химической связи в H2+ может быть объяснена не только исходя из теоремы вириала, но и с помощью теоремы Гельмана — Фейнмана. Из распределения заряда следует, что на каждое ядро действует сила притяжения со стороны сферических симметричных зарядов, центрированных на ядрах, и заряда перекрывания, центрированного посередине между ядрами. «Собственный» сферический заряд, разумеется, не оказывает на ядро никакого влияния. Другой сферический заряд будет лишь частично экранировать своё ядро, так что между ядрами возникает сила отталкивания, которая при R = Re будет уравновешена силой притяжения каждого ядра к электронному заряду перекрывания".
Таким образом, в рамках теории молекулярных орбиталей плотность заряда в молекуле  H2+ состоит из плотностей сферически симметричных зарядов, окружающих каждое ядро, и эллипсоидальной плотности заряда перекрывания; последний обусловлен произведением атомных орбиталей к и велик лишь там, где они имеют достаточно большие значения и сильно перекрываются.

## Длина одноэлектронной химической связи

Рис. 2. Орбитальные радиусы элементов и длина одноэлектронной химической связи

Длина одноэлектронной химической связи в молекулярном ионе водорода H2+, численно равная межъядерному расстоянию, составляет 1,06 Å и равна удвоенному боровскому радиусу a0 = 0,53 Å — наиболее вероятному радиусу электронной оболочки атома водорода в стабильном состоянии. Таким образом, одноэлектронная химическая связь в молекулярном ионе водорода H2+ образуется как бы касанием двух электронных оболочек атома водорода (рис. 2). Если в двухэлектронной ковалентной химической связи половина её длины определяла ковалентный радиус атома, то в одноэлектронной химической связи половина её длины определяет орбитальный радиус атома.

## Молекулярные ионыщелочных металлов
Известно, что щелочные металлы образуют молекулярные ионы с одноэлектронной химической связью. 
Характеристика одноэлектронной химической связи в молекулярных ионах щелочных металлов представлена в таблице.
| Атом | Молекулярный ион, Me2+ | Длина связи, d, Å | Орбитальный радиус атома, ra, Å |
| ---- | ---------------------- | ----------------- | ------------------------------- |
| Li   | Li2+                   | 3,14              | 1,57                            |
| Na   | Na2+                   | 3,43              | 1,72                            |
| K    | K2+                    | 4,18              | 2,09                            |
| Rb   | Rb2+                   | 4,44              | 2,22                            |
| Cs   | Cs2+                   | 4,70              | 2,35                            |

Существование молекулярных ионов щелочных металлов Li2+, Na2+, K2+, Rb2+, Cs2+,  в которых химическую связь создаёт единственный валентный электрон, расширяет и дополняет понятие химической связи. В перечисленных ионах ни о каком взаимодействии спинов электронов и перекрывании электронных облаков речи быть не может. Единственный связывающий электрон локализуется в пространстве между ядрами в месте касания электронных оболочек атомов и удерживает их в едином целом, образуя химическую систему. 